# Palinurus (zoologia)
Palinurus Weber, 1795 è un genere di crostacei decapodi appartenente alla famiglia Palinuridae.

## Tassonomia
Comprende le seguenti specie:
- Palinurus barbarae Groeneveld, Griffiths & Van Dalsen, 2006
- Palinurus charlestoni Forest & Postel, 1964
- Palinurus delagoae Barnard, 1926
- Palinurus elephas (Fabricius, 1787)
- Palinurus gilchristi Stebbing, 1900
- Palinurus mauritanicus Gruvel, 1911